# Dąbrowa Tarnowska (gmina)
Dąbrowa Tarnowska est une gmina mixte du powiat de Dąbrowa, Petite-Pologne, dans le sud de Pologne. Son siège est la ville de Dąbrowa Tarnowska, qui se situe environ 76 km à l'est de la capitale régionale Cracovie.
La gmina couvre une superficie de 113,43 km2 pour une population de 20 180 habitants.

## Géographie
Outre la ville de Dąbrowa Tarnowska, la gmina inclut les villages de Brnik, Gruszów Mały, Gruszów Wielki, Laskówka Chorąska, Lipiny, Lipiny, Morzychna, Nieczajna Dolna, Nieczajna Górna, Smęgorzów, Sutków, Szarwark et Żelazówka.
La gmina borde les gminy de Lisia Góra, Mędrzechów, Olesno, Radgoszcz, Szczucin et Żabno.